# Baile social
Los bailes sociales son bailes que tienen funciones y contexto sociales. Están destinados más a la participación do que a la actuación. A menudo se bailan simplemente para socializar y entretener, aunque pueden tener funciones ceremoniales , competitivas y eróticas .
Muchos bailes sociales de origen europeo son en los últimos siglos bailes de pareja (véase: Baile de salón), pero en otros lugares puede haber bailes en círculo o bailes en línea.

## La danza social en las culturas occidentales
Los tipos de baile que se realizan en reuniones sociales cambian con los valores sociales. La música de baile social del siglo XIV se ha conservado en manuscritos, aunque sin coreografía adecuada, para bailes como el ballo , el villancico, la estampie, el saltarello, el trotto y el roto.
El siglo XV es el primer período del que existen registros escritos de bailes. Un manuscrito de Bruselas destaca la danza de la corte borgoñona, que se extendió por toda Europa, conocida como la baja danza en la que un grupo grande realiza una serie de pasos en tiempo ternario. Las cortes italianas bailaban balli, con una amplia gama de ritmos coreografiados, pasos y posiciones para los bailarines. Estos estaban documentados en libros de instrucciones escritos por los maestros de danza que los coreografiaron para las cortes.
Según Richard Powers, los cortesanos de finales del siglo XVI tenían que "probar continuamente su valía a través de sus habilidades sociales, especialmente a través de la danza". Entre los bailes sociales registrados de finales del siglo XVI se encuentran la pavana y la danza canaria.
No hay registros de bailes sociales de las clases bajas hasta finales del Renacimiento. Thoinot Arbeau, en el libro "Orchésographie" de Thoinot Arbeau describe las branles campesinas, así como la baja danza y la volta del siglo XVI. Los campesinos aportaron nuevos bailes a la corte a medida que la novedad de los antiguos se agotaba.
Durante la época barroca, los bailes de la corte servían para mostrar el estatus social. Un baile formal comenzaba con un branle en el que las parejas se colocaban en fila según su lugar en la jerarquía social, y las parejas más respetadas bailaban primero. El minueto y la gavota ganaron popularidad. Los bailes solían terminar con una danza campestre inglesa. Francia ganó preeminencia en la danza, pero la Revolución Francesa creó un alejamiento de la formalidad.
Entre 1811 y 1830, la cuadrilla se convirtió en el baile más popular en Inglaterra y Francia. La cuadrilla consistía en una gran variedad de pasos que rozaban el suelo, como el chassé y el jeté. La mayoría de los demás bailes de esta época, como la mazurca, se realizaban en filas y en cuadrados.
El vals, que llegó a Gran Bretaña hacia el final de las guerras napoleónicas, era un baile de pareja en el que los miembros de la pareja bailaban más cerca de lo que se había considerado aceptable anteriormente. En el vals, ninguno de los miembros de la pareja dirigía la danza. Los individuos bailaban como iguales, lo que era nuevo en la época.
La polca fue otro baile que surgió durante esta época en el que los miembros de la pareja bailaban escandalosamente cerca. Según Powers, los bailes de esta época eran "frescos, inventivos, juveniles y algo atrevidos", lo que reflejaba la sociedad de la época.